# George Stephanopoulos
George Stephanopoulos, född 10 februari 1961 i Fall River, Massachusetts, är en amerikansk journalist och före detta politiskt sakkunnig i USA:s president Bill Clintons stab under hans första period i Vita huset.

## Biografi
Stephanopoulos, som hade arbetat som politiskt sakkunnig till Dick Gephardt, blev rådgivare till Bill Clinton under hans presidentkampanj 1992 och arbetade sedan som kommunikationsstrateg i presidentkansliet. Efter valet 1996, i vilket Clinton fick förnyat förtroende, övergick Stephanopoulos till att bli politisk reporter och kommentator på TV-kanalen American Broadcasting Company (ABC).  Han blev senare ledamot i den utrikespolitiska tankesmedjan Council on Foreign Relations.
Stephanopoulos berättar i sin bok om åren med Clinton hur det politiska arbetet i Vita huset präglades av ryckighet, konflikter mellan medarbetare och brist på enhetlig politisk strategi. Han själv anser sig ha tillhört det Demokratiska partiets vänsterflygel, och beskriver hur konflikter mellan politisk triangulering och partipolitisk konfrontation, mellan pragmatiker och ideologer, kulminerade under år 1995 då Clinton starkt influerades av kampanjmedhjälparen Dick Morris.
I april 2020 meddelade han att han hade drabbats av Covid-19 men utan att uppvisa några symtom. Han tillfrisknade senare samma månad.